# Geografía de Corea del Norte

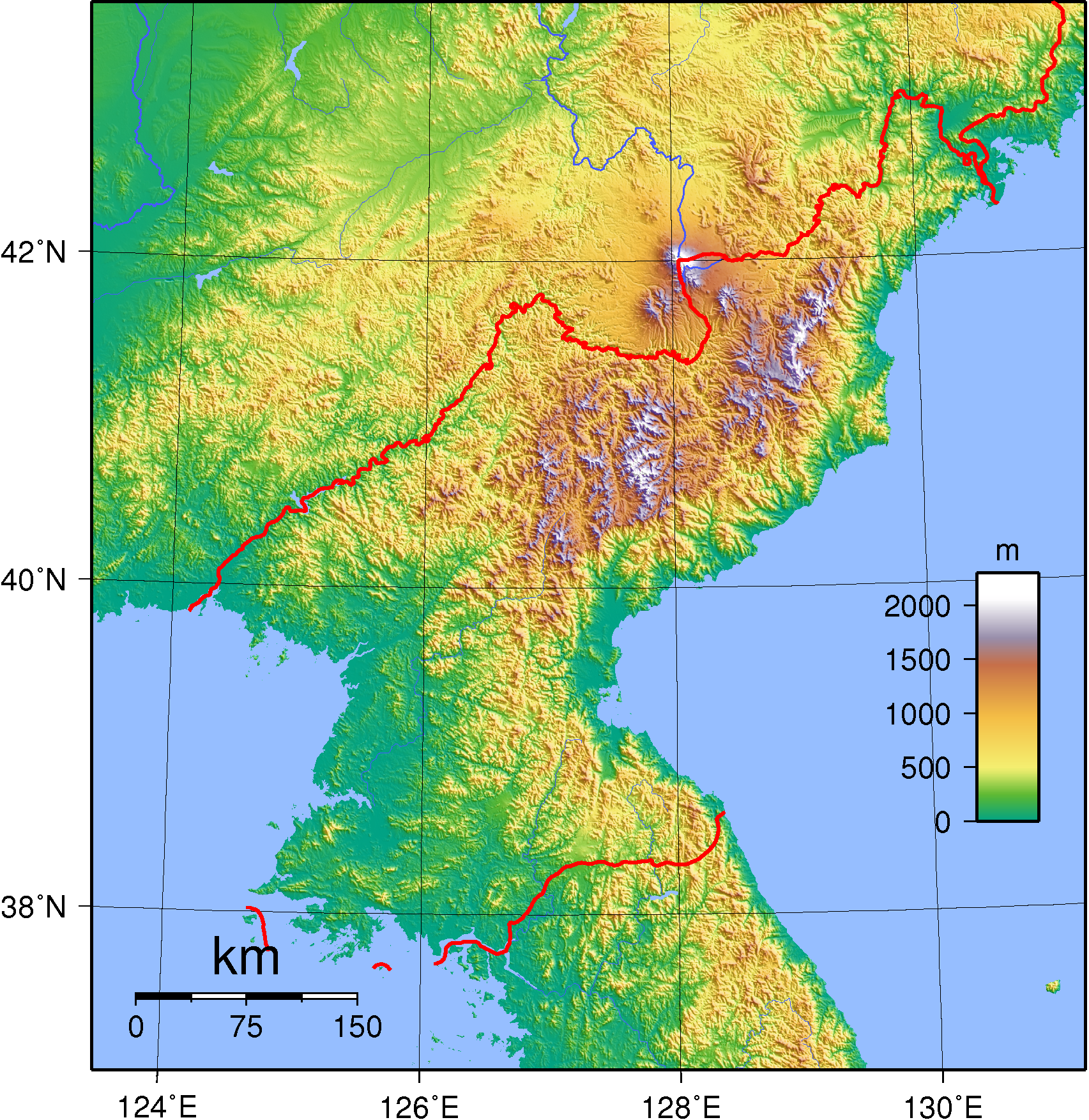
Mapa topográfico de Corea del Norte.

Corea del Norte limita al norte con China y con Rusia, al este con el mar del Japón (llamado mar del Este u Oriental por los coreanos), al sur con Corea del Sur, y al oeste con el mar Amarillo (llamado mar del Oeste u Occidental en Corea), en cuya parte norte está la bahía de Corea. El territorio norcoreano abarca la mitad septentrional de la península de Corea, de unos 1100 km de longitud.

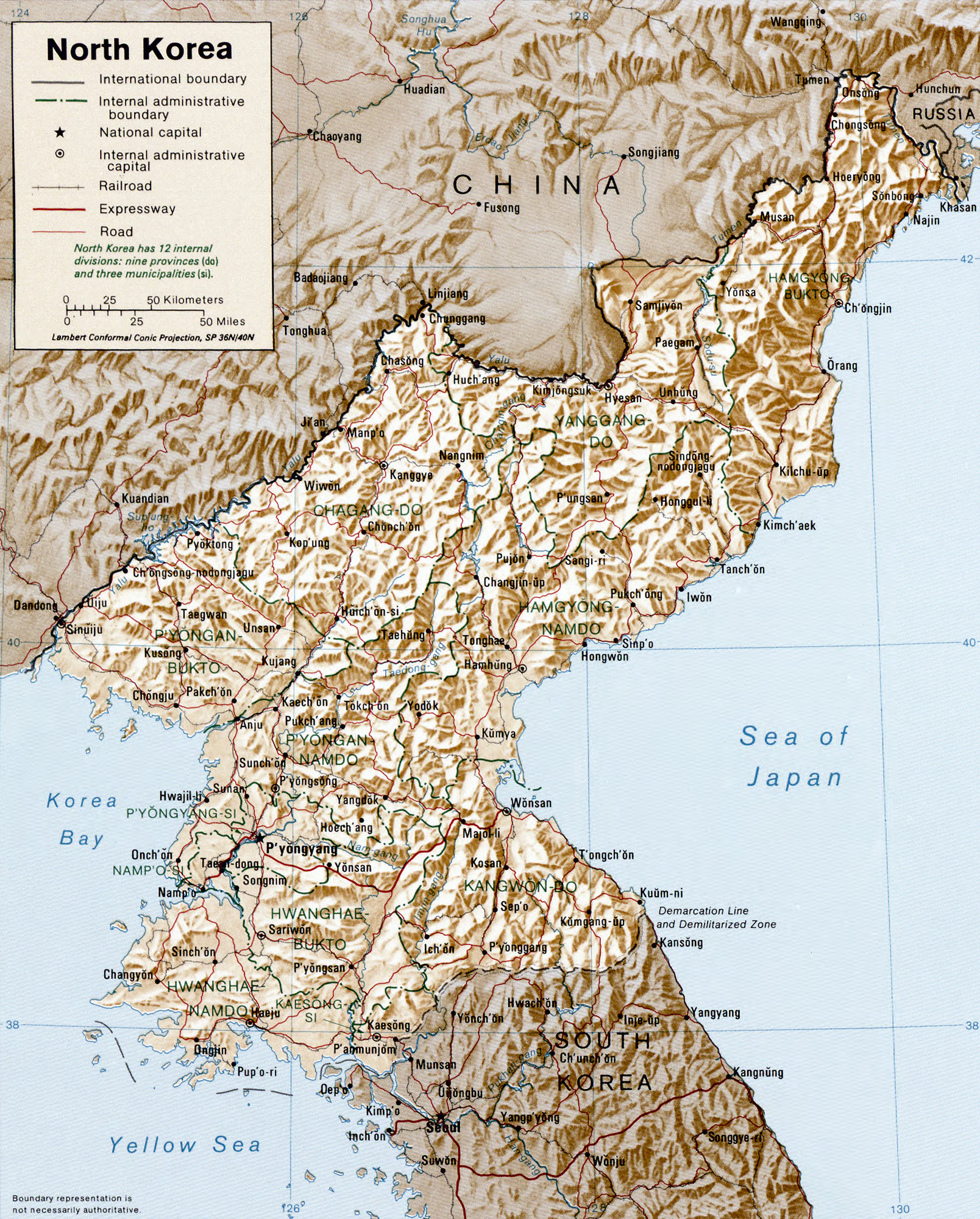
Mapa de Corea del Norte.

La mayor parte de su territorio está formada por colinas y montañas separadas por valles profundos y estrechos en el norte y el este, y por planicies costeras al oeste.
El punto más elevado de Corea del Norte es el Paektu-san, de 2744 m de altitud. Los principales ríos son el Tumen (521 km) y el Yalu (790 km), cuyos cursos forman la frontera natural norte con la Manchuria china.

## Relieve

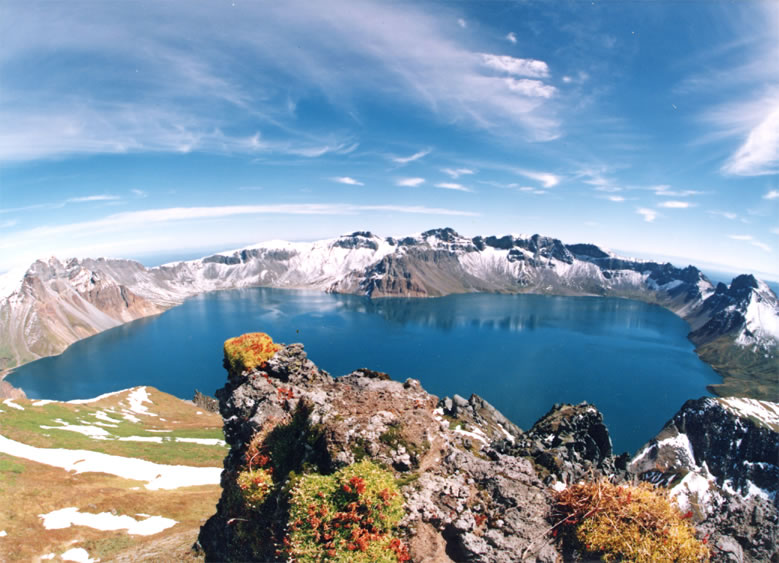
Un lago de cráter en Tianchi (Lago del Cielo) en la frontera de China y Corea del Norte.

Los primeros visitantes de Corea destacaron que el país parece "un mar en continua galerna" debido a las sucesivas cadenas montañosas que recorren la península de Corea. En torno al 80 por ciento del territorio está formado por montañas y mesetas, de las que todas las que superan los dos mil metros de altitud se hallan en Corea del Norte. La mayor parte de la población vive en llanuras y tierras bajas. Las llanuras costeras son amplias en el oeste y discontinuas en el este. 
El monte Paektu, el punto más alto de Corea del Norte, es una montaña volcánica cerca de Manchuria con una meseta basáltica que oscila entre 1400 y 2000 m de altitud. Las montañas Hamgyong forman una cordillera de unos 350 km de longitud en el extremo nordeste de la península, con muchos picos de más de dos mil metros, entre ellos el Kwanmobong, de 2541 m.
Otras cordilleras importantes son las montañas Rangrim, en dirección norte a sur en la parte central del norte del país, dificultando las comunicaciones entre las partes oriental y occidental del país, con una altitud máxima en el pico Wagalbong, de 2260 m, y fuente de varios de los ríos más importantes, como el Taedong y el Chongchon, y la sierra de Kangnam, al oeste de la anterior, paralela al río Yalu, que forma frontera con China. Destaca por su belleza la montaña de Kŭmgangsan, de 1638 m, situada en la cordillera de Taebaek, que recorre toda la parte oriental de la península de Corea y bordea el mar de Japón.
Las llanuras son pequeñas. Las más extensas son las de Pionyang y Chaeryong, que tienen cada una unos 500 km². Al este, las llanuras son más pequeñas debido a la cordillera de Taebaek, que sigue la costa y cae abruptamente en el mar.

## Hidrografía

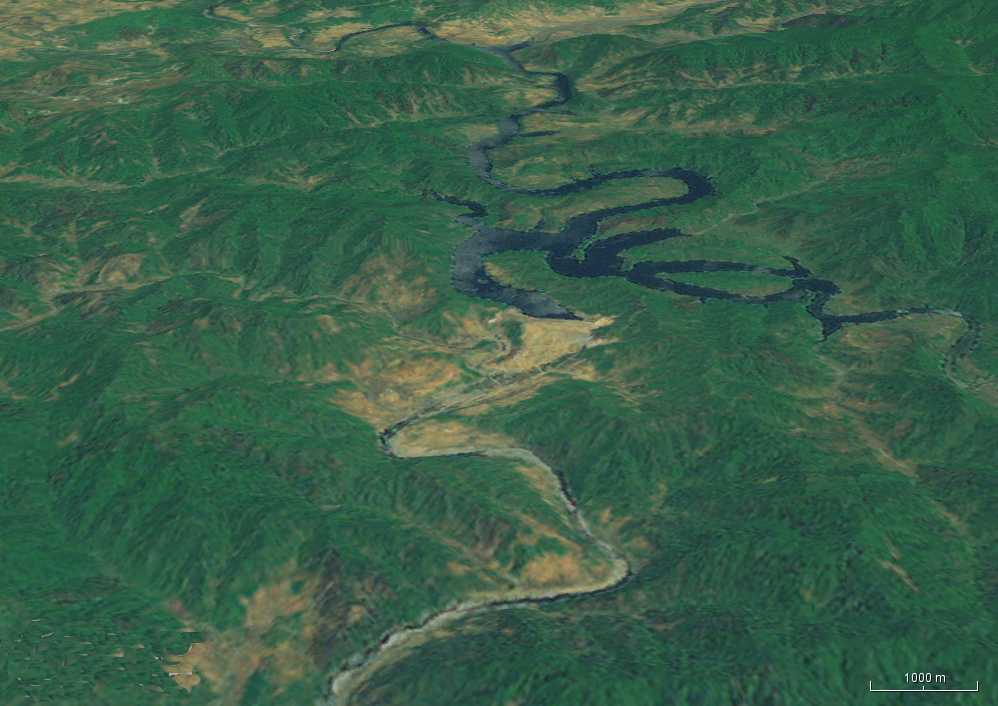
Embalse de Imnam a vista de satélite Landsat.

La mayor parte de los ríos nacen en las cordilleras del norte y el este del país, y discurren hacia el oeste, hacia el mar Amarillo y la bahía de Corea. El más largo es el río Yalu, también llamado Amnok, navegable 678 de sus 790 km de longitud. El segundo río en importancia es el río Tumen, uno de los pocos importantes que desembocan en el mar de Japón, con 521 km, pero solo navegable los últimos 85 km debido a la topografía. El tercer río en importancia es el río Taedong, que fluye a través de la llanura de Pionyang y es navegable 245 de sus 397 km. 

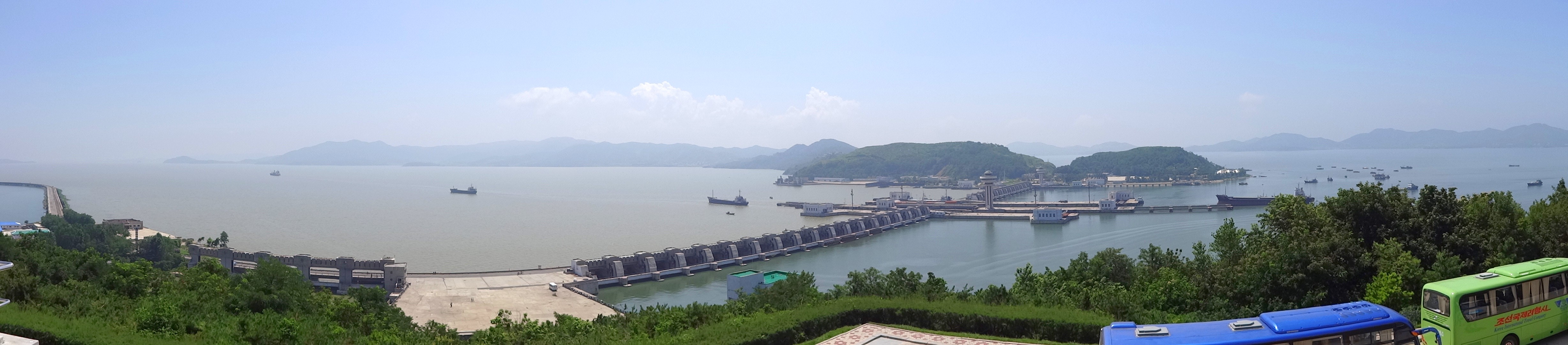
Vista del embalse de Nampo desde el centro de visitantes

Los lagos son pequeños debido a la falta de actividad glacial en la región y a la estabilidad de la corteza terrestre. No obstante, la construcción de presas para la obtención de energía hidroeléctrica y el regadío ha dado lugar a diversos lagos de cierta importancia. Destacan los embalses de  Hwanggang, Imnam, Nampo (embalse de marea), Sapung,  Taipingwan, Weiyuan, Kumya, Paekma y  Yunfeng. Este último se encuentra entre la frontera de China y Corea del Norte, en el río Yalu, como el embalse de Sapung. En cambio, el embalse de Imnam se encuentra muy cerca de la frontera de Corea del Sur, en el río Bukhan, afluente del río Han. En 2005, Corea del Norte liberó una gran cantidad de agua de este embalse, causando inundaciones en el país vecino. Para contrarrestarlo, Corea del Sur construyó el embalse de la Paz, donde quedarían retenidas las crecidas.
En 2012 se inauguró el embalse de Huichon, con sus dos centrales hidroeléctricas, I y II, en el río Chongchon, que debía suministrar electricidad a Pionyang. Por otro lado, existe un proyecto de construcción de 6 centrales hidroeléctricas en el río Ryesong, en el sudoeste del país, con desembocadura en Corea del Sur, en el mar Amarillo, al oeste de la boca del río Imjin. En la actualidad, se han inaugurado varias de estas centrales con la construcción de un gran embalse. Las centrales se denominarían Ryesonggang, y llevarían los números 1 al 6.

## Clima

Clima de Corea del Norte según la clasificación de Köppen

Corea del Norte tiene una combinación de clima continental y oceánico, con cuatro estaciones bien marcadas. La mayor parte del país está considerado como de clima continental húmedo según la clasificación climática de Köppen, con veranos templados e inviernos fríos y secos. En verano, hay una corta estación húmeda llamada changma. Las lluvias, en el centro sur, superan los 200 litros en julio y agosto y se acercan a los 1000 mm anuales.
El largo invierno proporciona días fríos y claros intercalados con tormentas de nieve provocadas por los vientos del norte y noroeste procedentes de Siberia. La temperatura media de las máximas y las mínimas en Pionyang es de -3.oC y -13.oC. De media, nieva 37 días durante el invierno, que puede ser especialmente duro en las regiones del norte.
Los veranos tienden a ser cortos, cálidos y húmedos, y llueve a causa de los monzones del sur y el sudeste que aportan humedad del océano. La primavera y el otoño son estaciones de transición con temperaturas suaves y vientos variables que las convierten en las mejores épocas. La media diaria de las máximas y las mínimas en agosto para Pionyang es de 29.oC y 20.oC.
De media también, el 60% de las precipitaciones tienen lugar de junio a septiembre. El final de la primavera suele ser seco, seguida de fuertes lluvias e inundaciones. Los tifones afectan a la península una vez al año, en verano o inicios de otoño. En 2015 se produjo la sequía más importante en 100 años.

## Medio ambiente

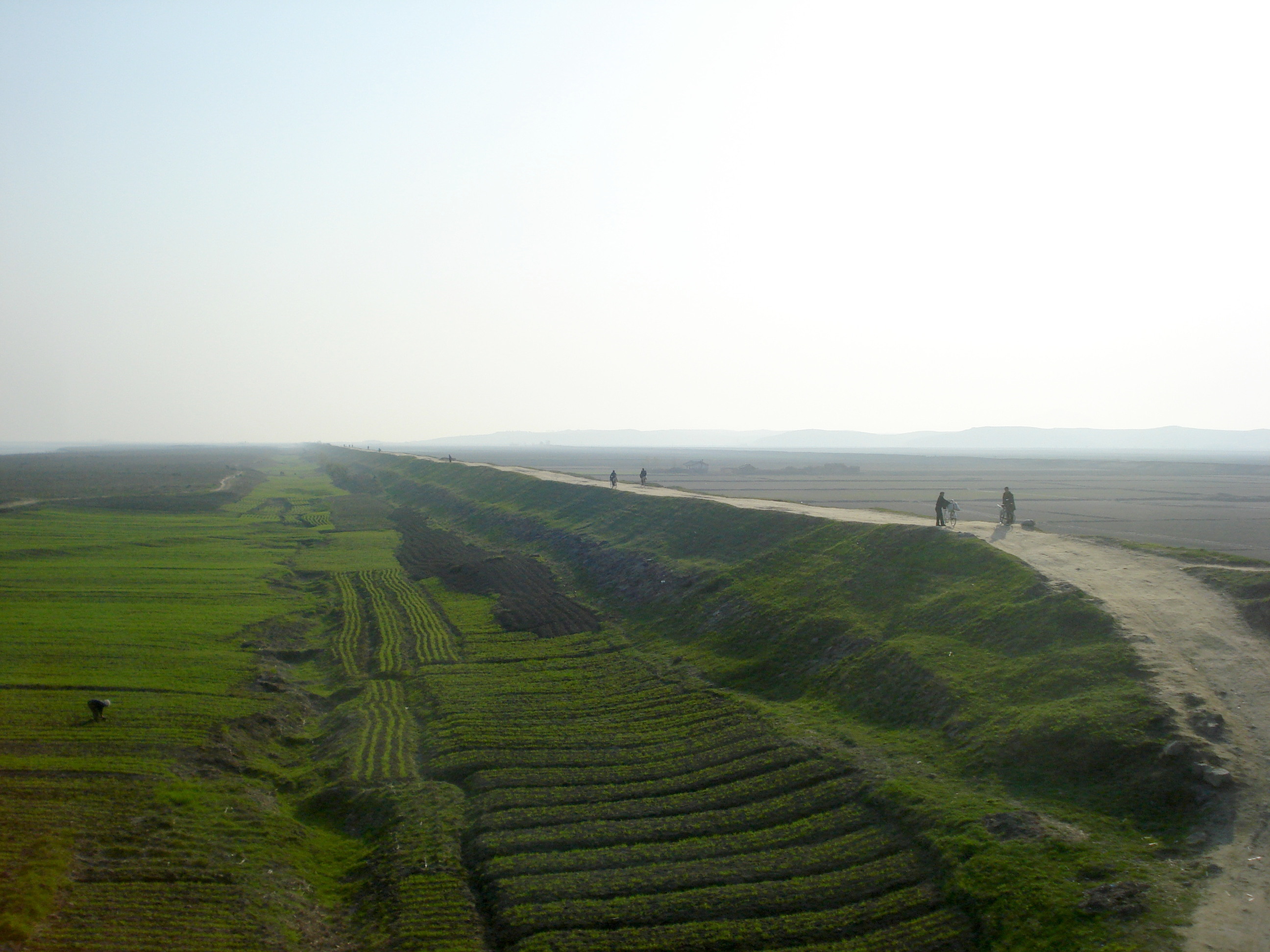
Campos de arroz en Corea del Norte.

El paisaje de Corea del Norte es diverso, y en él se compaginan prados alpinos, bosques, tierras cultivadas, lagos, ríos y ecosistemas marinos. En los últimos años, el medio ambiente se ha considera en estado de crisis, catástrofe o colapso.
Los cultivos, la tala de árboles y los desastres naturales han intensificado la presión sobre los bosques. Durante la crisis económica de la década de 1990, se aceleró la deforestación, mientras la gente volvía a los bosques para proveerse de madera y alimento. Esto provocó un aumento de la erosión del suelo e incrementó el riesgo de inundaciones. Como respuesta, el gobierno puso en marcha un proyecto de reforestación. Según las imágenes de satélite, se ha perdido desde 1985 el 40 por ciento de la superficie forestal.

## Fronteras, costas e islas

Imagen de satélite de la península de Corea.

Corea del Norte tiene una superficie de 120.538 km², de los cuales 120.408 km² son tierra y 130 km² son agua. Sus fronteras tienen una longitud de 1671,5 km, de las que 1416 km son con China; 238 km, con Corea del Sur, y 17,5 km con Rusia.
La península de Corea se extiende a lo largo de 1000 km desde el sur hasta la masa continental asiática. Los 8460 km de costa de Corea son muy irregulares, y Corea del Norte tiene 2495 km, una tercera parte. sobre todo entre las costas sur y oeste. En la costa este se encuentra la bahía de Corea Oriental, en el estrechamiento que marca el fin de la península, en el mar de Japón, entre la frontera con Corea del Sur y el cabo de Musu Point o Musu Dan, punto en la costa oriental donde la costa gira hacia el norte definitivamente. En el lado contrario se encuentra la bahía de Corea, en el mar Amarillo. 
Hay unas 3579 islas en la península de Corea, la mayoría en las costas sur y oeste. Es posible que Corea del Norte haya añadido algunas islas en costas poco profundas para instalar bases de misiles.